# Orlja, Pljevlja
Orlja este un sat din comuna Pljevlja, Muntenegru. Conform datelor de la recensământul din 2003, localitatea are 96 de locuitori (la recensământul din 1991 erau 146 de locuitori).

## Demografie
În satul Orlja locuiesc 87 de persoane adulte, iar vârsta medie a populației este de 46,7 de ani (44,1 la bărbați și 49,9 la femei). În localitate sunt 35 de gospodării, iar numărul mediu de membri în gospodărie este de 2,74.
Această localitate este populată majoritar de sârbi (conform recensământului din 2003).
|  |

| Demografie | Demografie | Demografie |
| An         | Locuitori  | Locuitori  |
| ---------- | ---------- | ---------- |
|            |            |            |
|            |            |            |
|            |            |            |
|            |            |            |
| 1948       | 150        |            |
| 1953       | 232        |            |
| 1961       | 252        |            |
| 1971       | 246        |            |
| 1981       | 209        |            |
| 1991       | 146        | 140        |
| 2003       | 98         | 96         |

| \| Componența etnică conform recensământului din 2003[2] \| Componența etnică conform recensământului din 2003[2] \| Componența etnică conform recensământului din 2003[2] \| Componența etnică conform recensământului din 2003[2] \| Componența etnică conform recensământului din 2003[2] \| \| ----------------------------------------------------- \| ----------------------------------------------------- \| ----------------------------------------------------- \| ----------------------------------------------------- \| ----------------------------------------------------- \| \| \| \| \| \| \| \| Sârbi \| Sârbi \| \| 71 \| 73,95% \| \| Muntenegreni \| Muntenegreni \| \| 25 \| 26,04% \| \| necunoscută \| necunoscută \| \| 0 \| 0% \| |              |  |    |        |
| Componența etnică conform recensământului din 2003 |              |  |    |        |
| |              |  |    |        |
| Sârbi | Sârbi        |  | 71 | 73,95% |
| Muntenegreni | Muntenegreni |  | 25 | 26,04% |
| necunoscută | necunoscută  |  | 0  | 0%     |